# Glenea mirei
Glenea mirei är en skalbaggsart som beskrevs av Stefan von Breuning 1977. Glenea mirei ingår i släktet Glenea och familjen långhorningar. Inga underarter finns listade i Catalogue of Life.